# Miriam Jul Rasmussen
 Der er for få eller ingen kildehenvisninger i denne artikel, hvilket er et problem. Du kan hjælpe ved at angive troværdige kilder til de påstande, som fremføres i artiklen.

Miriam Jul (født 1973) er en dansk sangerinde og korinstruktør.
Som ung sang Miriam i Danmarks Radios Pigekor. Senere har hun bevæget sig over i den rytmiske musik, hvor det især har været gospel, hun har arbejdet med. Som forsanger i kvartetten Breeze of Gospel fra København har hun optrådt ved mere end 500 kirkekoncerter i Danmark.
Miriam Jul har i den forbindelse arbejdet sammen med Unity og Hans Christian Jochimsen. Hun har sunget duett med bl.a. Otto Brandenburg, Stig Rossen, Jørgen Olsen og Tom McEwan, ligesom hun har medvirket på indspilninger med bl.a. Bob Bailey fra USA og Johnny Logan fra Irland. Hun har også arbejdet sammen med Robert Palmer og Cliff Richard fra England.
Nytårsaften 2007 sang Miriam Jul som solist Der er et yndigt land ved TV 2's nytårstransmission. Miriam Jul arbejder også med gospelworkshops, hvor hun i samarbejde med offentlige og private organisationer og institutioner bruger musikken som led i bl.a. teambuilding, temadage og kurser. Miriam Jul er uddannet fysioterapeut og kirkesanger.

## Udgivelser
I eget navn:
- I Found Your Love (Christmas Night) (2018)
- Tro, Håb & Kærlighed (2018)

Sammen med Breeze of Gospel har hun udgivet:
- Don’t Lose Your Faith (2006)
- Breeze of Gospel (1998)

Endvidere medvirker hun bl.a. på:
- Jul Som I Gamle Dage (2016)
- Julehygge (2016)
- The Gratitude (2010 & 2012)
- Gospel According to Bob Bailey med Bob Bailey (2007)
- We All Need Love med Johnny Logan (2005)
- Dansk Melodi Grand Prix (2004)
- Peace In The Valley med Sp-Just-Frost (2003)
- I Æteren med Amin Jensen (2002)
- Gospelklassikere med Georg Julin & Voice Celebration (2001)

## Ekstern henvisning
- Miriam Jul (officiel hjemmeside)